# Volvic (eau en bouteille)
Pour les articles homonymes, voir Volvic (homonymie).
Volvic est une marque d'eau en bouteille commercialisée depuis 1935. Exploitée par la Société des eaux de Volvic, elle appartient au groupe agroalimentaire Danone (division eaux) depuis 1992.
La source profonde Clairvic se situe à Volvic dans le département du Puy-de-Dôme, région Auvergne-Rhône-Alpes, dans un parc public protégé : Le Goulet et les Cheires de Bruvaleix comblés il y a environ 10 000 ans par les émissions et coulées volcaniques (pouzzolanes, basalte et andésite (pierre de Volvic) provenant du puy de la Nugère).

## Propriétés et composition analytique
- Volvic appartient au groupe des eaux très peu minéralisées.
- Extrait sec à 180 °C : 130 mg/L
- pH : 7
- Température de l'eau au puisage : 8 °C

| Espèce               | Concentration (mg/L) |
| -------------------- | -------------------- |
| Calcium (Ca2+)       | 11,5                 |
| Magnésium (Mg2+)     | 8                    |
| Sodium (Na+)         | 11,6                 |
| Potassium (K+)       | 6,2                  |
| Sulfates (SO42−)     | 8,1                  |
| Bicarbonates (HCO3−) | 71                   |
| Nitrates (NO3−)      | 6,3                  |
| Chlorures            | 13,5                 |
| Silice               | 31,7                 |
| Fluor                | 0,22                 |

## Historique

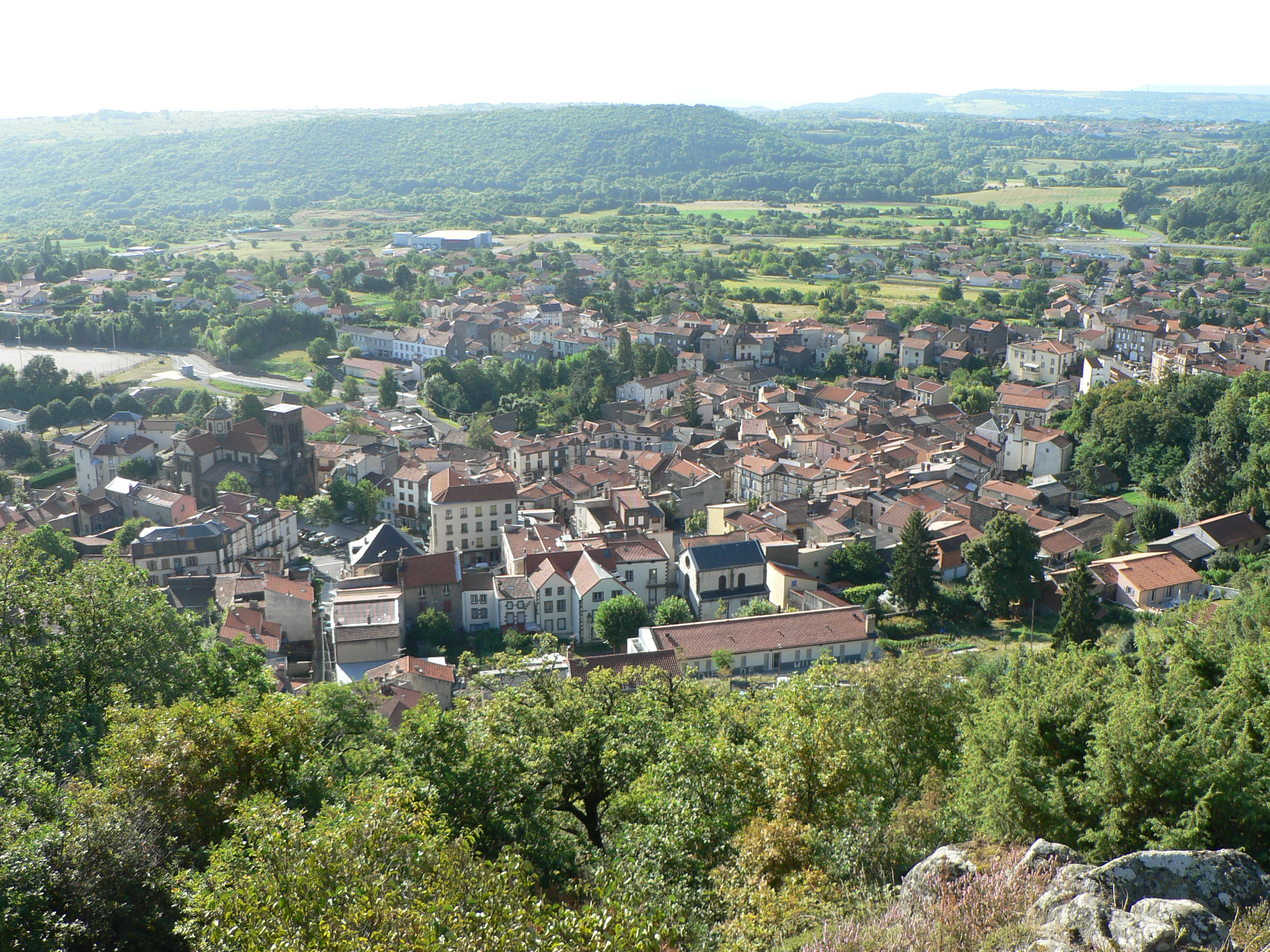
Le bourg de Volvic.

Au Moyen Âge, la cité de Volvic est surtout renommée pour l'exploitation de sa roche volcanique utilisée pour la construction des maisons et des édifices religieux ou militaires de Basse-Auvergne. Les habitants de Volvic et des hameaux voisins s'approvisionnent en eau potable dans les fontaines alimentées par différentes sources. La principale est la « source de Saint-Priest », du nom du martyr qui donna le vocable à l'église priorale. Captée en 1467, elle est située dans le bourg, place de la Grande fontaine. Les religieux jouent un rôle important dans l'implantation de ces fontaines.
En 1883, on peut constater une multiplication de fontaines et de lavoirs ; tous les quartiers de Volvic sont desservis mais le problème de l'eau n'est pas pour autant réglé : elle manque très souvent à l'arrière saison et est de mauvaise qualité ; de nombreuses maladies sévissent chez les Volvicois.

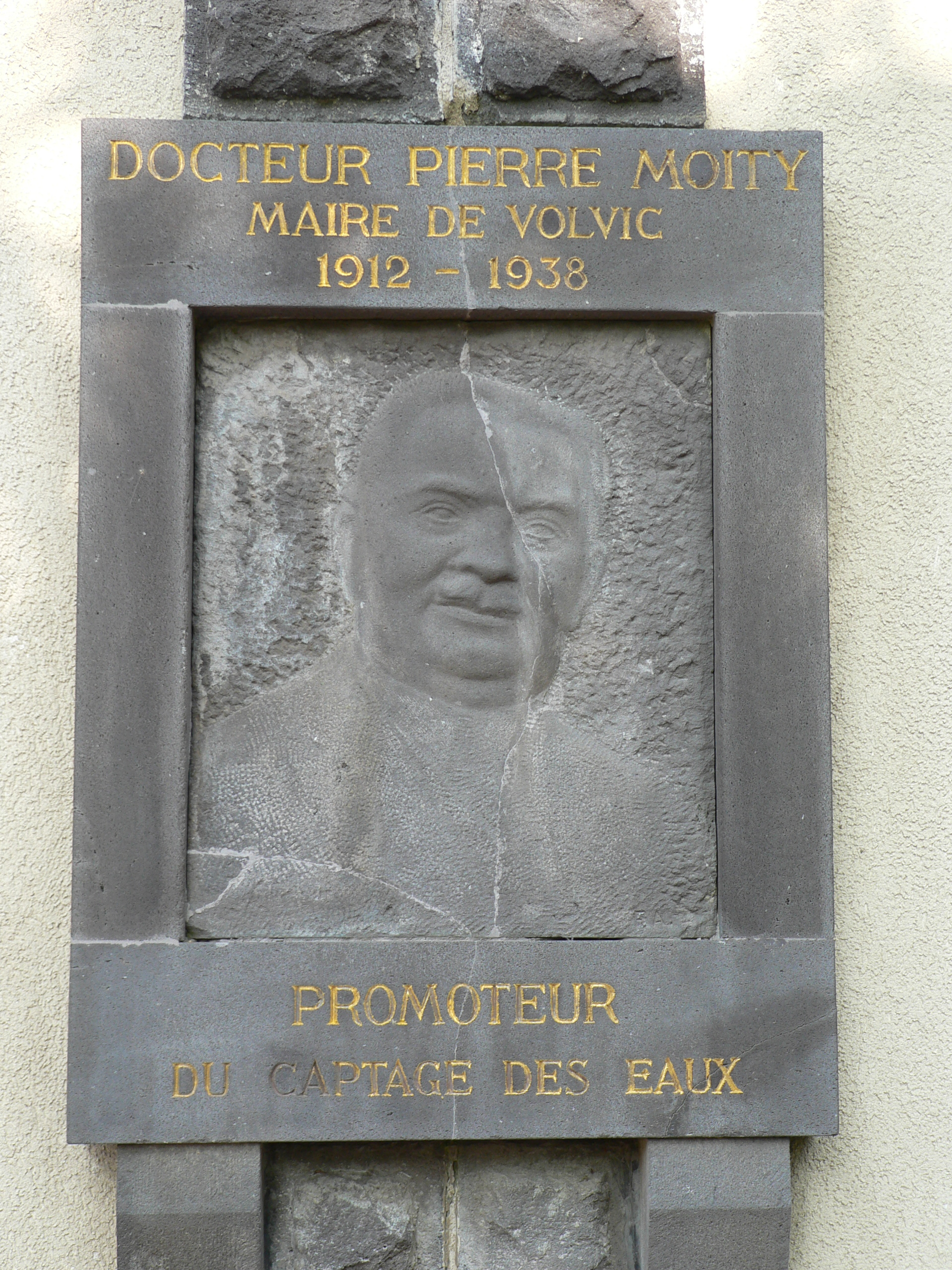
Plaque en pierre de Volvic, devant le captage des eaux de Volvic, commémorant le docteur Pierre Moity.

Pendant cette période, des travaux importants de captage font augmenter les débits. Les habitants de la commune recherchent une eau potable plus abondante et plus pure. Legay-Chevalier, un entrepreneur volvicois, découvre une source d'eau potable, au lieu-dit la Vallée du Goulet, mais les nombreuses difficultés tant techniques que financières, l'empêchent de réaliser son projet. Sa mort en 1915 suspend l'idée d'adduction en eau potable pour la commune et l'installation d'un éclairage public.
En 1927, des études géologiques sont menées à l'initiative du docteur Pierre Moity, maire de la commune de Volvic qui doit faire face à une épidémie de poliomyélite. Ces études conduisent à creuser une galerie souterraine de 700 m de long libérant ainsi une voie d'eau conséquente, aussitôt dénommée source du Goulet. Le captage du Goulet alimente alors en eau la commune.
En 1935, une société locale réalise la premières commercialisation de cette eau. En 1956, le groupe Sellier Leblanc crée la Société des eaux de Volvic. Afin d'accroître la production, des forages au puy de la Nugère ont lieu en 1961. Ces forages conduisent à la découverte de la source Clairvic. La société Volvic assure la mise en bouteille. En 1966, Volvic met sur le marché une boisson aux fruits Oasis. En 1969, la bouteille en verre est remplacée par la bouteille en plastique PVC. En 1974, une nouvelle usine d'embouteillage est construite au Chancet à Volvic.
En 1984, Sellier Leblanc est repris par le groupe Perrier.
En 1990, Perrier cède la marque Oasis à Cadbury Schweppes. Volvic lance une eau minérale aromatisée aux fruits.
Le 20 janvier 1992, Nestlé — via la filiale Demilac, détenue en commun avec la banque Indosuez — rachète par offre publique d'achat Perrier. La Commission sur la compatibilité d'une opération de concentration avec le marché commun valide cette concentration, en conditionnant Nestlé à revendre à Boussois-Souchon-Neuvesel (BSN), les marques et les sources Vichy, Thonon, Pierval, Saint-Yorre et un certain nombre d' autres sources locales, dont Volvic qui rejoint le groupe BSN (renommé en 1994 le groupe Danone). En 1998, le département Évian Volvic Développement commercialise les différentes marques des sources françaises du groupe Danone.

## Chiffres

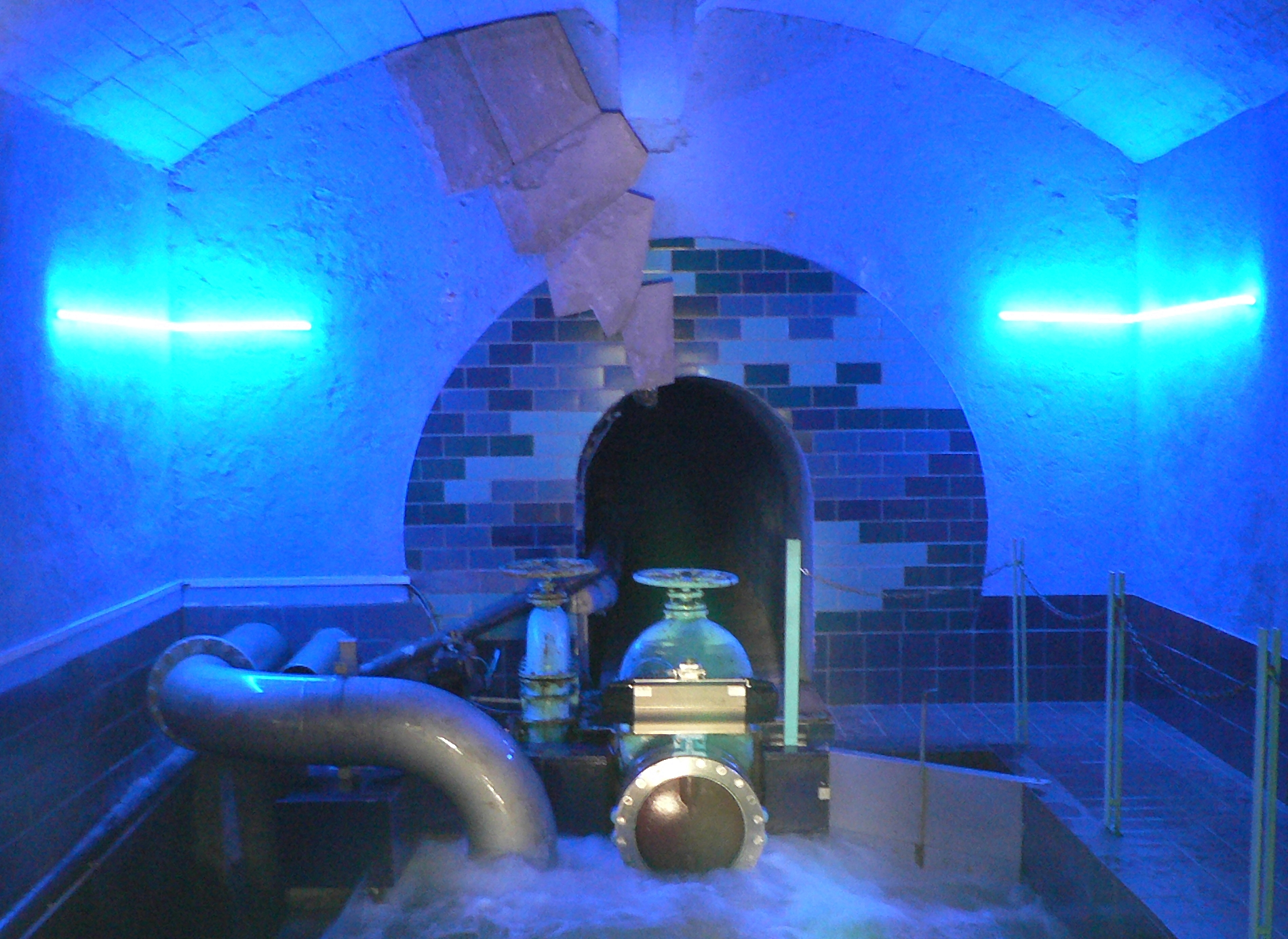
Captage à la source de Volvic.

Depuis les premières commercialisations en 1935, la production a régulièrement augmenté.
| Année | Production en litres |
| ----- | -------------------- |
| 1955  | 200 000              |
| 1981  | 200 millions         |
| 1998  | 850 millions         |
| 2001  | 1 milliard           |
| 2014  | 1,4 milliard         |

930 personnes travaillent sur les 2 sites totalisant 12 lignes de production qui réalisent 1,2 milliard de bouteilles produites par an, soit 4 millions de bouteilles produites par jour[source insuffisante]. L'ensemble des installations couvre une surface de 100 000 m2[source insuffisante]. 18 quais de chargement assurent la logistique des sites, ainsi que 11 km de voies ferrées.

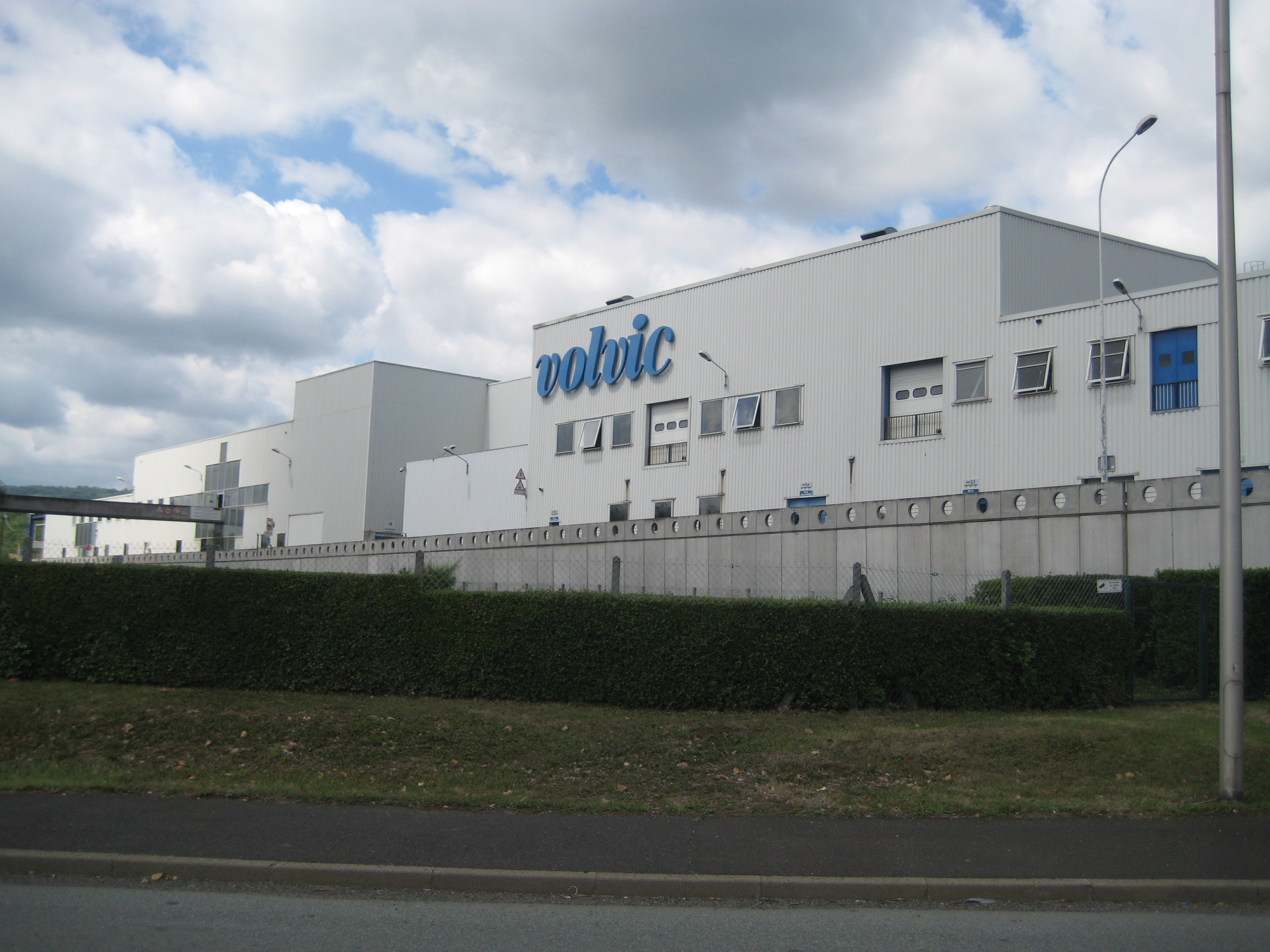
Usine d'embouteillage à Volvic.

70 % de la production va à l'export (Allemagne, Japon, Grande-Bretagne). Volvic est commercialisée dans plus de 85 pays. Au Japon, l'eau Volvic est vendue par deux entreprises, Kirin Beverage et la société commerciale de Mitsubishi, réunies sous le nom Kirin MC Danone Water.
D'avril à octobre, l'usine Volvic organise des visites de ses sources et de l'usine d'embouteillage.

## Controverse autour des prélèvements
Une enquête de Mediapart publiée le 25 septembre 2020 révèle que la Société des eaux de Volvic (SEV) a prelevé davantage d'eau au cours des étés 2015, 2017 et 2018, tandis que le département du Puy-de-Dôme subissait la sécheresse, et que de nombreuses restrictions s'appliquaient aux autres usagers. Une pratique d'autant plus dangereuse pour les autres usagers et les cours d'eau, qu'une thèse de doctorat publiée en 2012 par Simon Rouquet pour l’Institut des sciences et technologies de Paris citée dans l'article établit clairement un lien entre les prélèvements de la SEV et la baisse du débit d'autres sorties d'eau, dont le cours d'eau du Gargouilloux. Cette baisse menace notamment l'existence de la pisciculture du château de Saint-Genès-l'Enfant, située à Malauzat, qui est alimentée entre autres par la source du Gargouilloux. En 2017, un document interne à Volvic indique que les activités de pompage auraient eu un impact sur une importante station de captage. En 1927, le débit avait été mesuré à 470 litres par seconde contre 50 litres par seconde en 2021.
Les permis de construire sont gelés dans la communauté de communes de Volvic pour certains secteur et certaines banlieue en 2020, avant d'être réactivés mi-2021. Sur la colline de Volvic, les nouveaux projets de construction sont interdits en 2021 pour raison de « réseau de captage d'eau potable insuffisant [...] susceptible de porter atteinte à la salubrité publique ».
Un hydrogéologue cité par Danone indique que « sur une année pleine, le niveau des eaux souterraines ne serait pas dans le rouge » ; il indique toutefois par ailleurs que « les problèmes d'eau à Volvic [sont] dus au télescopage entre l'évolution des ressources à la baisse et les prélèvements ». En 2022, Danone nie toute responsabilité dans les problèmes d'approvisionnement en eau dans la région.
La préfecture indique ne pas avoir assez d'information sur l'effet des forages profond pour justifier leur interdiction. Danone indique travailler avec des partenaires régionaux pour protéger les réservoirs d'eau souterraine. L'entreprise annonce en décembre 2021 un accord avec les autorités pour diminuer de ses prélèvements de 10 % par an, puis 20 % à partir de 2025. Cette évolution réglementaire est une action en trompe l’œil, pour l'Association préservation environnement volcans d’Auvergne (PREVA), qui pointe qu'en l'état de cause les prélèvements de Danone, jugés excessifs, restent en dessous de ces seuils. La nouvelle réglementation n'est donc pas contraignante pour Danone.

## Communication
Volvic utilise comme emblème pour ses bouteilles le puy Pariou bien que l'eau de sa source ne provienne pas de ce site.

### Filmographie
- [vidéo][Production de télévision] « À sec - La grande soif des multinationales », Robert Schmidt, Alexander Abdelilah, Jörg Daniel Hissen (auteurs) sur Arte, 17 août 2022, 52 min
- [vidéo][Motion picture] « Main basse sur l'eau », Jérôme Fritel (auteur), 2019, 90 min (consulté le 27 décembre 2023)